# Marolles-en-Brie (Val-de-Marne)
Pour les articles homonymes, voir Marolles et Marolles-en-Brie (Seine-et-Marne).
Marolles-en-Brie est une commune française située dans le département du Val-de-Marne en région Île-de-France.

## Géographie

### Situation

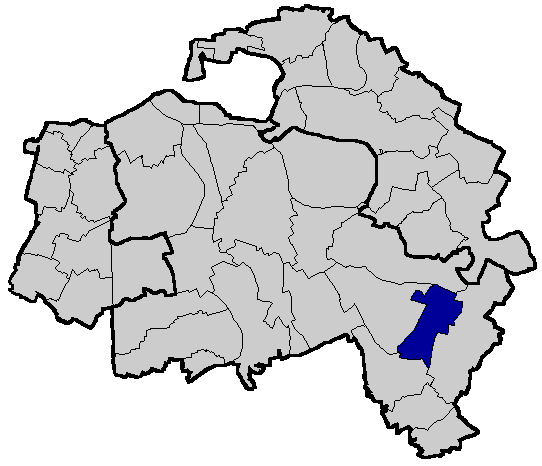
Localisation de Marolles-en-Brie dans le Val-de-Marne.

La commune, périurbaine, est située à une vingtaine de kilomètres au sud-est de Paris, à l’est du département du Val-de-Marne, et a une dominante résidentielle et de forêt. Sa partie urbaine est enserrée dans un espace forestier: le domaine de Grosbois à l’ouest, la forêt de Notre-Dame au nord et à l’est. Au sud le territoire est fermé par la vallée du Réveillon qui reçoit un golf devenu 18 trous en 2015.
La RN 19 qui relie Paris à Troyes, est la desserte routière majeure de la commune.
La commune fait partie du Plateau briard.
Au nord de la commune se trouve le bois Notre-Dame et elle est traversée par la rivière le Réveillon.
Au sud, le territoire communal est bordé par la ligne TGV.
Une modification du territoire a été engagée en 2016-2017, qui a attribué le chemin du Vieux-colombier, qui ne dessert que des pavillons situés à Boissy-Saint-Léger, à cette dernière commune,

### Hydrographie
La commune est drainée par le Réveillon, sous-affluent de la Seine par l'Yerres.

### Climat
Pour des articles plus généraux, voir Climat de l'Île-de-France et Climat du Val-de-Marne.
En 2010, le climat de la commune est de type climat océanique dégradé des plaines du Centre et du Nord, selon une étude du CNRS s'appuyant sur une série de données couvrant la période 1971-2000. En 2020, Météo-France publie une typologie des climats de la France métropolitaine dans laquelle la commune est exposée à un climat océanique altéré et est dans la région climatique Sud-ouest du bassin Parisien, caractérisée par une faible pluviométrie, notamment au printemps (120 à 150 mm) et un hiver froid (3,5 °C).
Pour la période 1971-2000, la température annuelle moyenne est de 11,3 °C, avec une amplitude thermique annuelle de 15,2 °C. Le cumul annuel moyen de précipitations est de 675 mm, avec 10,9 jours de précipitations en janvier et 7,8 jours en juillet. Pour la période 1991-2020, la température moyenne annuelle observée sur la station météorologique la plus proche, située sur la commune de Mandres-les-Roses à 3 km à vol d'oiseau, est de 11,9 °C et le cumul annuel moyen de précipitations est de 698,3 mm,. Pour l'avenir, les paramètres climatiques de la commune estimés pour 2050 selon différents scénarios d'émission de gaz à effet de serre sont consultables sur un site dédié publié par Météo-France en novembre 2022.
| Mois                                  | jan.          | fév.           | mars           | avril       | mai            | juin           | jui.           | août          | sep.        | oct.            | nov.             | déc.             | année     |
| ------------------------------------- | ------------- | -------------- | -------------- | ----------- | -------------- | -------------- | -------------- | ------------- | ----------- | --------------- | ---------------- | ---------------- | --------- |
| Température minimale moyenne (°C)     | 1,8           | 1,6            | 3,8            | 5,8         | 9,6            | 12,7           | 14,5           | 14            | 10,8        | 8,2             | 4,7              | 2,4              | 7,5       |
| Température moyenne (°C)              | 4,5           | 5              | 8,2            | 11          | 14,8           | 18,1           | 20,2           | 20            | 16,3        | 12,4            | 7,8              | 5                | 11,9      |
| Température maximale moyenne (°C)     | 7,2           | 8,6            | 12,7           | 16,4        | 19,9           | 23,5           | 25,9           | 26,1          | 21,8        | 16,6            | 10,9             | 7,5              | 16,4      |
| Record de froid (°C) date du record   | −16 08.01.10  | −13 07.02.1991 | −10,5 01.03.05 | −3 07.04.21 | 0,5 07.05.1997 | 1,8 04.06.1991 | 6,1 04.07.1990 | 6 28.08.1998  | 1 30.09.12  | −3,8 30.10.1997 | −10,4 24.11.1998 | −10,3 29.12.1996 | −16 2010  |
| Record de chaleur (°C) date du record | 16,1 27.01.03 | 22 27.02.19    | 25 31.03.21    | 29 20.04.18 | 33 28.05.17    | 38 22.06.17    | 39,5 31.07.20  | 40,1 06.08.03 | 35 15.09.20 | 29,5 01.10.11   | 23 08.11.15      | 17,3 16.12.1989  | 40,1 2003 |
| Précipitations (mm)                   | 57,2          | 50,9           | 49,8           | 50,6        | 67,4           | 58,6           | 60             | 61,1          | 52,4        | 58              | 61,8             | 70,5             | 698,3     |

## Urbanisme

### Typologie
Au 1er janvier 2024, Marolles-en-Brie est catégorisée grand centre urbain, selon la nouvelle grille communale de densité à sept niveaux définie par l'Insee en 2022.
Elle appartient à l'unité urbaine de Paris, une agglomération inter-départementale regroupant 407  communes, dont elle est une commune de la banlieue,,. Par ailleurs la commune fait partie de l'aire d'attraction de Paris, dont elle est une commune du pôle principal,. Cette aire regroupe 1 929 communes,.

## Toponymie
Une mention ancienne de la localité est : Marrolas 1190
Du latin materia (bois de construction), suivi du suffixe latin, de présence ola, « endroit où il y a du bois de construction ».

## Histoire
La terre seigneuriale appartenait, en 1088, à Dreux III de Mellot, archidiacre de l'église de Paris. Il la donna, en 1097 à des religieuses, et leur bâtit un prieuré qui existait encore à la Révolution[réf. souhaitée].

## Politique et administration

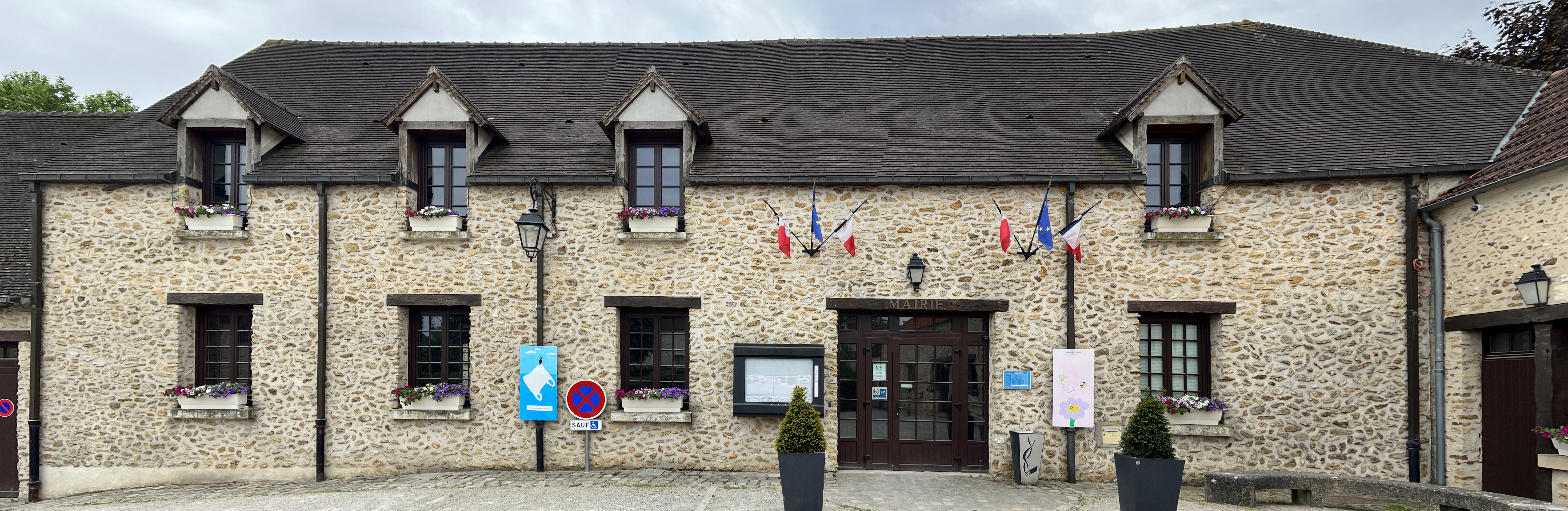
Bâtiment de la mairie.

### Rattachements administratifs et électoraux
Antérieurement à la loi du 10 juillet 1964, la commune faisait partie du département de Seine-et-Oise. La réorganisation de la région parisienne en 1964 fit que la commune appartient désormais au département du Val-de-Marne  et son arrondissement de Créteil, après un transfert administratif effectif au 1er janvier 1968.
Pour l'élection des députés, la commune fait partie depuis 1986 de la troisième circonscription du Val-de-Marne.
Elle faisait partie de 1801 à 1967 du canton de Boissy-Saint-Léger du département de Seine-et-Oise. Lors de la mise en place du Val-de-Marne, elle est rattachée en 1967 au canton de Villecresnes. Dans le cadre du redécoupage cantonal de 2014 en France, la commune est désormais intégrée au canton du Plateau briard.

### Intercommunalité
La commune était, jusqu'en 2015, le siège de la communauté de communes du Plateau briard (CCPB), créée fin 2002.
Dans le cadre de la mise en œuvre de la volonté gouvernementale de favoriser le développement du centre de l'agglomération parisienne comme pôle mondial est créée, le 1er janvier 2016, la métropole du Grand Paris (MGP), dont la commune est membre.
La loi portant nouvelle organisation territoriale de la République du 7 août 2015 prévoit également la création de nouvelles structures administratives regroupant les communes membres de la métropole, constituées d'ensembles de plus de 300 000 habitants, et dotées de nombreuses compétences, les établissements publics territoriaux (EPT).
La commune a donc également été intégrée le 1er janvier 2016 à l'établissement public territorial Grand Paris Sud Est Avenir, qui succède notamment à la communauté de communes du Plateau briard.

### Politique locale
En 2014, Sylvie Gérinte (SE) succède à Alain Josse en l’emportant face à Emmanuel Bezançon (DVD) avec 57 % des suffrages.
En 2020, trois listes sont en lice. C’est Alphonse Boye (SE) qui l’emporte au second tour avec 46 % des suffrages face à Martine Harbulot (30%) et la maire sortante, Sylvie Gérinte (23%). Le nouveau maire, comme quelques-uns des membres de son équipe municipale appartenait à l’ancienne majorité menée depuis 2014 par Sylvie Gérinte, avec laquelle il s'est désolidarisé en cours de mandat.

### Liste des maires
| Période       | Période                      | Identité         | Étiquette              | Qualité                                                                                                 |
| ------------- | ---------------------------- | ---------------- | ---------------------- | --- |
| 1800          | 1807                         | Pierre Guillot   |                        | |
| 1807          | 1811                         | André Vauguyon   |                        | |
| 1811          | 1815                         | Pierre Guillot   |                        | |
| 1815          | 1820                         | Pierre Duclos    |                        | |
| 1820          | 1825                         | Florian Guittard |                        | |
| 1825          | 1827                         | Claude Bontemps  |                        | |
| 1827          | 1832                         | André Fournier   |                        | |
| 1832          | 1842                         | Jean Guérin      |                        | |
| 1843          | 1853                         | Louis Letourneur |                        | |
| 1853          | 1871                         | Pierre Duclos    |                        | |
| 1871          | 1873                         | Charles Mazerot  |                        | |
| 1873          | 1884                         | Pierre Duclos    |                        | |
| 1884          | 1892                         | Magloire Coudray |                        | |
| 1892          | 1900                         | Edouard Sanglier |                        | |
| 1901          | 1907                         | Alfred Coudray   |                        | |
| 1907          | 1919                         | Paul Bezançon    |                        | |
| 1919          | 1935                         | Charles Boivin   |                        | |
| 1935          | 1959                         | Pierre Bezançon  |                        | |
| 1959          | juin 1995                    | Paul Redon       | CNIP puis DVD puis UDF | Conseiller général de Boissy-Saint-Léger (1964 → 1967) Conseiller général de Villecresnes (1967 → 1994) |
| juin 1995     | mars 2014                    | Alain Josse      | SE                     | Cadre supérieur retraité Président de la CC du Plateau Briard (2002 → 2006 et 2012 → 2014)              |
| mars 2014,    | juillet 2020                 | Sylvie Gérinte   | SE puis UMP → LR       | |
| juillet 2020, | En cours (au 6 juillet 2020) | Alphonse Boye    | SE                     | Ancien joueur international de handball Cadre supérieur, chef d'entreprise                              |

### Politique de développement durable
La commune s’est engagée dans une politique de développement durable en lançant une démarche d'Agenda 21 en 2011.

### Distinctions et labels
La ville, qui participe depuis plusieurs années au  concours des villes et villages fleuris, possède en 2015 trois fleurs.

### Jumelages
La ville de Marolles en Brie n'est jumelée avec aucune commune.

## Équipements et Services publics
La commune est équipée d'un centre équestre, le Centre Equestre UCPA de Saint-Maur.

## Population et société

### Démographie
L'évolution du nombre d'habitants est connue à travers les recensements de la population effectués dans la commune depuis 1793. Pour les communes de moins de 10 000 habitants, une enquête de recensement portant sur toute la population est réalisée tous les cinq ans, les populations de référence des années intermédiaires étant quant à elles estimées par interpolation ou extrapolation. Pour la commune, le premier recensement exhaustif entrant dans le cadre du nouveau dispositif a été réalisé en 2008.

En 2022, la commune comptait 4 685 habitants, en évolution de −3,52 % par rapport à 2016 (Val-de-Marne : +3 %, France hors Mayotte : +2,11 %).
| 1793 | 1800 | 1806 | 1821 | 1831 | 1836 | 1841 | 1846 | 1851 |
| ---- | ---- | ---- | ---- | ---- | ---- | ---- | ---- | ---- |
| 140  | 185  | 228  | 218  | 235  | 233  | 250  | 250  | 249  |

| 1856 | 1861 | 1866 | 1872 | 1876 | 1881 | 1886 | 1891 | 1896 |
| ---- | ---- | ---- | ---- | ---- | ---- | ---- | ---- | ---- |
| 209  | 219  | 249  | 225  | 211  | 238  | 215  | 214  | 214  |

| 1901 | 1906 | 1911 | 1921 | 1926 | 1931 | 1936 | 1946 | 1954 |
| ---- | ---- | ---- | ---- | ---- | ---- | ---- | ---- | ---- |
| 234  | 234  | 250  | 253  | 281  | 318  | 276  | 244  | 311  |

| 1962 | 1968 | 1975 | 1982  | 1990  | 1999  | 2006  | 2008  | 2013  |
| ---- | ---- | ---- | ----- | ----- | ----- | ----- | ----- | ----- |
| 309  | 493  | 501  | 1 501 | 4 606 | 5 191 | 5 090 | 5 057 | 4 806 |

| 2018  | 2022  | - | - | - | - | - | - | - |
| ----- | ----- | - | - | - | - | - | - | - |
| 4 839 | 4 685 | - | - | - | - | - | - | - |

### Enseignement
Les élèves de Marolles-en-Brie sont rattachés à l'académie de Créteil.
La commune possède trois établissements scolaires[Quand ?] : l'école maternelle des Buissons, l'école élémentaire des Buissons, et l'école maternelle et élémentaire de la Forêt.

## Culture locale et patrimoine

### Lieux et monuments
La commune est riche culturellement : elle compte parmi ses bâtiments une des résidences secondaires des parents de l'Impératrice Sissi (Élisabeth d'Autriche), épouse de François-Joseph). Elle compte également une très ancienne église, l'église Saint-Julien-de-Brioude, au prieuré Saint Arnould, construit au XIe siècle,.
- L'église Saint-Julien-de-Brioude

L'église Saint-Julien-de-Brioude a été construite dans la première moitié du XIIe siècle sur l'emplacement d'une chapelle carolingienne du IXe siècle. Certains de ses éléments architecturaux sont encore romans mais d'autres témoignent de l'apparition du style gothique. Elle a été classée monument historique en 1909.
- Presbytère, 1 rue Pierre-Bezançon, datant de 1771. Déclaré bien national pendant la Révolution française, il sert de logement à l'instituteur vers 1820 et accueille la mairie en 1844[38].
- Prieuré de bénédictins Saint-Julien-de-Brioude, 2 rue Pierre-Bezançon, fondé fin XIe ou début du XIIe siècle. Vendu comme bien national à la Révolution, il devient château avec adjonctions aux extrémités et construction d'un canal et d'un abreuvoir avant 1810[39],[40].
- Grille d'honneur de l'ancien château du Buisson, 2-4 route de Santeny, de la fin du XVIIe  et du  XVIIIe siècle[41], et le nouveau château. construit pour Simon Arnout, contrôleur général de la maison de Marie de Médicis, démoli, dont ne reste que deux pavillons[42].
- Ferme de Combault, 19 rue Pierre-Bezançon, ayant appartenu au prieuré Saint-Julien de Brioude. Le logis comprend un escalier du début du XVIIIe siècle, et a été remanié au XIXe siècle. La grange et l'étable sont antérieures à 1770[43].
- Ferme de Veaurichard, 7 rue Pierre-Bezançon, ayant également appartenu au prieuré de Saint-Julien de Brioude. Acquise par la commune, qui y construit une école à son emplacement. Certains de ses bâtiments sont encore en place rénovés et dénaturés[44].
- La Belle Image, 3 rue du Pressoir, demeure du début du XVIIe et du début du XVIIIe siècle, Acheté en 1813 par Berthier de Wagram qui l'annexe au domaine de Grosbois. Son nom vient d’une chapelle dédiée à la Vierge, bâtie sur un rond-point devant l’entrée de la maison, et qui figure sur le plan établi par l’abbé Delagrive[45].
- Monument aux morts, route de Santeny, érigé en 1922 par l'architecte Tillet et l'entreprise parisienne breton et Cie, à la mémoire des morts des guerres de 1914, 1918 et 1939, 1940[46].
- Puits, 14 rue Pierre-Bezançon[47].

### Personnalités liées à la commune
Le bourreau Charles-Henri Sanson, qui fit tomber à de nombreuses reprises le couperet de la guillotine, notamment sur celle de Louis XVI, est peut-être originaire de cette ville[réf. nécessaire].